# Aboridžinské náboženství
Aboridžinské náboženství je původní náboženství Aboridžinců. Stejně jako další různá náboženství je založeno na víře v boha nebo více bohů, kteří stvořili lidi a životní prostředí v určité kreační době v počátku časů. Aboridžinci jsou velmi zbožní a duchovní lidé, ale spíše, než aby věřili v jednoho boha a modlili se k němu, každá skupina v základu věří v množství rozdílných božstev, jejichž obraz je často zobrazován v hmatatelné nebo jinak poznatelné formě. Tato forma může být představena určitým prvkem v krajině, obrázkem v kameni, rostlinou nebo zvířetem.
Prvky v krajině mohou představovat samotné ztělesnění božstva (například skála, která reprezentuje určitou specifickou figuru) nebo mohou být výsledkem činů božstva v kreační periodě (vytvoření řeky v důsledku toho, že se danou oblastí proplazil bohův had nebo prohlubeň v zemi jako stopa nohy božské bytosti).
Aboridžinci nevěří v animismus, tedy že všechny přírodní objekty mají duši. Nevěří, že kámen má duši, ale věří, že ten kámen byl stvořen jedním z bohů v kreační periodě, nebo že toho boha samotného reprezentuje. Věří, že mnoho zvířat a rostlin je zaměnitelných s lidským životem skrz reinkarnaci ducha a duše a to z důvodu, že před dávnou dobou byla všechna tato zvířata a rostliny lidmi.
Neexistuje jediný společný bůh nebo soubor bohů, kteří by pokrývali celou Austrálii. Každý kmen má svá vlastní božstva, která se mezi jednotlivými kmeny mohou překrývat. Například bohové kmene Wandjina ze západní Austrálie patří také kmenům Ngarinyin, Worora a Wunambal. Tito bohové jsou zodpovědní za přinášení srážek v době dešťů a další jevy počasí. Více na východ tuto funkci přebírají Yagjagbula a Jabirringgi, bratři bouře kmene Wardaman v okolí řeky Victoria river; Nargorkun v kmenech u pramene Katherine river a Namarrgun, muž blesků, v regionech Kakadu a západního Arnhemu.

## Aboridžincká božstva
Aboridžincká božstva mají mnoho rolí a žádný popis nebo termín je nedokáže všechny vystihnout. Na základě jejich primární role tito bohové spadají do třech hlavních kategorií a každý bůh může patřit do jedné, dvou nebo i všech tří.

### Kreační bytosti
Většina z nich je zodpovědná za vytvoření lidí, krajiny a všech aspektů prostředí.

### Totemické bytosti
Reprezentují originální formu zvířete, rostliny nebo jiného objektu (totemu) tak, jak vypadala v době kreační periody. Koncept totemické bytosti se překrývá s koncepty kreačních a prastarých bytostí, jelikož totemická bytost může vytvářet rozmanitost druhů a lidé se potom vidí jako odvozenina mnoha různých totemických bytostí.
Aboridžinci se dělí do dvou skupin, každá se specifickými totemickými bytostmi, které k ní patří. Každý člověk náleží do jedné ze dvou skupin. Tyto skupiny se dále dělí na sekce a subsekce, často založené na tom, které totemické bytosti uznávají. Každý jedinec vzešel alespoň z jedné totemické bytosti a díky tomu lze určit původ onoho člověka a jeho spojení se světem, vztahu k minulosti, současnosti a budoucnosti.
Například člověk spojený s totemem brambory může věřit, že on sám byl v předchozím životě bramborou a tedy některé jiné brambory jsou jeho příbuzní a že určitý konkrétní kámen v majetku jeho klanu reprezentuje ztělesnění jeho bramborového předka. Každý klan má několik totemů, jelikož lidé z klanu mohou mít mnoho rozdílných předků. Jiný člověk ze stejného klanu může náležet například k totemu klokana a stejným způsobem být s klokany spojen.

### Prastaré bytosti
V mnoha příkladech jsou tato božstva považována za přímé předky lidí, žijících v dnešní době, proto se nazývají prastaré figury, bytosti, hrdinové.
Tyto bytosti naučily první lidi vyrábět nástroje a zbraně, lovit zvířata a sbírat jídlo. Ustanovily zákony, které měly pomoci vybudování lidské society a naučily lidi správně vykonávat obřady.
I přesto, že jsou prastaré bytosti považovány za předchůdce a prapředky lidí, tato božstva se nemusí nutně objevovat v lidské podobě, nýbrž i ve zvířecí nebo rostlinné. Podle víry aboridžinců se duch člověka po smrti může navrátit v lidské, zvířecí nebo rostlinné podobě. Tudíž prastará bytost může mít vzhled rostliny nebo zvířete, ale v minulosti udělala lidské skutky.
Aby byla terminologie přehlednější, užívá se termín „prastará bytost“ k popsání všech aboridžinských božstev, namísto uvádění termínů „kreační bytost“ nebo „totemická bytost“. Příběhy, písně, básně, tělomalby a různé druhy umění zachycují stovky prastarých bytostí skrz naskrz celou Austrálií. To zahrnuje i záznamy v kresbách ve skalách a petroglyfy (rytiny) staré tisíce let. Některé aboridžinské příběhy odkazující na prastaré bytosti byly zaznamenány prvními Evropany, připlouvajícími do Austrálie, a následně vydány v knižní podobě jako pohádky pro děti.
Prastaré bytosti mají velkou hodnotu ve víře Aboridžinců a jejich každodenním životě. Přicházejí na mysl při každém úkonu, ať je to procházení kolem jedné určité skály, potoka, ulovení nějakého zvířete, chycení varana nebo sebrání plodů z keře. Všechny tyto skutky jsou umožněny prastarými bytostmi, protože to byly právě ony, které to všechno stvořily. I vyrábění nástrojů a zbraní připomíná mýty a legendy o prastarých bytostech, které lidi toto naučily.
Každá prastará bytost má svůj vlastní příběh o jejím vzniku, vykonala konkrétní aktivity v kreační periodě, vytvořila konkrétní části v terénu a hrála specifickou roli ve vztahu k ustanovení zákonů pro lidi. Tato informace je nesena ve slokách písní, v tancích, příbězích a malbách a je uctívána během určitých ceremonií.

## Čas snění
Podobně, jako v ostatních náboženstvích, je i v náboženství Aboridžinců čas, kdy bylo vše stvořeno. Tato kreační perioda byla doba, kdy prastaré bytosti stvořily všechny formy hmoty. Slovo pro tuto periodu je v každé části Austrálie jiné a každý lingvistický region má svou vlastní víru, která přísluší onomu konkrétnímu území. Obecně ho ale můžeme nazývat jako čas snění.
Aboridžinci věří, že každý v základu existoval v čase snění. Tato nesmrtelná složka existovala ještě předtím, než započal samotný život onoho jedince, a pokračuje v existenci i po jeho zániku. Duše se prý do těla plodu dostává v pátém měsíci těhotenství, kdy matka uvnitř pociťuje první pohyby. Po narození je dítě připisováno té konkrétní oblasti, ve které se narodilo, a je učeno příběhům a písním, příslušícím této oblasti. Věří se, že než lidé, zvířata a rostliny získají své tělo a jsou přivedeny k životu, jejich duše již existují a vědí, že se jednou zhmotní, jen neví kdy.
Aboridžinci interpretují sny jako vzpomínky na věci, které se děly v době kreační periody. Sny jsou významné také proto, že mohou představovat čas, kdy je jedinec již po smrti a jeho duše je transformována zpět do pradávných časů. Právě toto spojování snů s kreační periodou vedlo lidi k přijetí obecného termínu „čas snění“ k popsání času tvorby v jejich náboženství. Pojem čas snění není v aboridžinské mytologii tolik o představách člověka, jako spíš reference na tuto kreační periodu.
Všechny aspekty aboridžinské kultury jsou plné legend a stvoření, spojených s kreační periodou, neboli časem snění. Každý kmen má mnoho příběhů, často s ponaučením nebo morální otázkou, spojenou s božstvy, zvířaty, rostlinami a ostatními stvořeními. Tyto příběhy se vypráví dětem, diskutují se u večerních posezení u ohně, zpívají se a hrají se v představeních v době ceremonií. Jak jedinec stárne, dozvídá se důležitější a tajemnější části těchto příběhů a jeho znalosti jsou rozšiřovány dalšími tajnými rituály, písněmi a tanci.
Otázkou zůstává, před jakou dobou byl vlastně tento čas snění. Jaký je koncept načasovaní, když nemáme žádné psané údaje o čase? Poslední archeologické studie ukazují, že Aboridžinci žijí v Austrálii nejméně 60 000 let. V 70. letech lidé uvažovali o číslu 40 000 let, protože to je limit, do kterého můžeme určit stáří podle rozpadu uhlíku. Tato stará hodnota byla tolikrát publikována a proklamována, že v dnešní době v ní stále věří poměrná většina lidí, včetně samotných Aboridžinců. Když se v dnešní době zeptáte Aboridžince, řekne vám, že čas snění se odehrál před 40 000 lety. Jaký byl ale koncept před zjištěním tohoto údaje? V minulosti, když se otázka stáří pokládala, byla odpověď zhruba pět nebo šest generací lidí zpět. Jinými slovy osoba by měla znalosti svého otce, dědy, pradědy a pra-pradědy, ale další generace už by byli předkové, žijící v kreační periodě jako klokani, rostliny nebo jiné formy. Tento původní údaj se od současného diametrálně liší.
Zkrácený koncept času se objevuje i v jiných náboženstvích a jejich původech. Například v judaismu a křesťanství pojednává Starý zákon o tom, jak Bůh stvořil celý svět, včetně čtyřech hlavních řek, za 6 dní. Dále je v zákoně popsán život mnoha lidí, kteří následovali po Adamovi a Evě. Nejstarší biblické příběhy bývaly dříve jen v ústní podobě a až později, okolo roku 1700 př. n. l., byly zapsány a interpretovány, jako by čas stvoření světa byl 4000 př. n. l. Ovšem díky současným datovacím technikám odhadujeme stáří Země na 3,6 miliardy let. Mnoho křesťanů a židů tak věří, že Bůh stvořil lidstvo a svět, ale představují si časovou linku úplně jinak, než jak je popsáno v Bibli.